# Miłobądz (przystanek kolejowy)
Miłobądz – przystanek kolejowy w Małym Miłobądzu, w województwie pomorskim.

## Ruch pasażerski[1]
| Rok  | Wymiana pasażerska na dobę |
| ---- | -------------------------- |
| 2017 | 20-49                      |
| 2018 | 20-49                      |
| 2019 | 20-49                      |
| 2020 | 20-49                      |
| 2021 | 20-49                      |
| 2022 | 20-49                      |
| 2023 | 20-49                      |

## Historia
Miejsce katastrofy kolejowej, jaka wydarzyła się 6 lipca 1972 o 7:43; wykoleił się parowóz, wagon pocztowy oraz 3 wagony pasażerskie pociągu 5416 relacji Gdynia - Mysłowice. W wypadku zginęły dwie osoby.
Od 11 grudnia 2016 pociągi trójmiejskiej SKM przestały kursować na odcinku Tczew – Gdańsk Główny.